# Marc Pons Pons
Marc Pons Pons (Es Mercadal, 21 de març de 1973) és un polític menorquí, diputat al Parlament de les Illes Balears en la VIII legislatura i Conseller de Territori, Energia i Mobilitat del 6 d'abril de 2016 al 13 de febrer de 2021.

## Biografia
És llicenciat en arquitectura tècnica (1995) i en enginyeria d'obres públiques (1997) per la Universitat Politècnica de València.
Va ser director insular d'Ordenació del Territori del Consell Insular de Menorca durant el 2003 i el 2004, director insular de l'Administració de l'Estat a l'illa de Menorca 2004, vicepresident segon i conseller d'Ordenació del Territori del Consell Insular de Menorca entre el 2004 i el 2007.
Entre 2007 i 2008 va ser Vicepresident primer i conseller d'Ordenació del Territori i Habitatge del Consell Insular de Menorca i després va ser president del Consell Insular de Menorca després de la dimissió de Joana Barceló Martí, entre 2008 i 2011. Va prendre possessió del càrrec el dia 18 de setembre de 2008. Fins al moment, era vicepresident primer de la institució i titular del Departament d'Ordenació del Territori i Habitatge. També fou Diputat al Parlament de les Illes Balears.
Del maig de 2003 al juliol de 2004, va ser secretari general del PSOE a es Mercadal. Va ser secretari general del PSOE de Menorca del juliol de 2004 fins al Congrés Insular de març de 2012. En 2015 va accedir al càrrec de conseller de Presidència del govern de Francina Armengol. El 6 d'abril de 2016 passà a ocupar el càrrec de conseller de Territori, Energia i Mobilitat en substitució de Joan Boned.